# Nicsara bifasciata
Nicsara bifasciata är en insektsart som först beskrevs av Ludwig Redtenbacher 1891.  Nicsara bifasciata ingår i släktet Nicsara och familjen vårtbitare. Inga underarter finns listade i Catalogue of Life.